# Enrico Dassetto
Enrico Dassetto (* 15. Juli 1874 in Cuneo; † 4. September 1971 in Lugano) war ein italienisch-schweizerischer Komponist, Dirigent und Violinist, Pianist und Organist.

## Leben
Dassetto studierte am Liceo musicale Giuseppe Verdi in Turin Klavier, Violine und Komposition bei Giovanni Bolzoni, Harmonielehre bei Gaetano Foschini sowie Blasorchesterinstrumentation bei Giuseppe Vaninetti.
Er sammelte fünf Jahre Orchestererfahrung im Teatro Regio in Turin unter den Dirigenten Edoardo Mascheroni, Arturo Toscanini, Giovanni Bolzoni, Giuseppe Martucci, Cleofonte Campanini und Lorenzo Perosi. Von 1901 bis 1909 war er Direktor der Städtischen Musikschule in Alba, Piemont. Von 1909 bis 1936 war er Dirigent der Civica filarmonica (Stadtmusik) in Lugano sowie für 18 Jahre Organist an der dortigen Kathedrale San Lorenzo und Chorleiter des Coro Maggiore della Cattedrale di San Lorenzo. Des Weiteren gründete und dirigierte er die Società orchestrale di Lugano. Als Pianist begleitete er in Konzerten in Lugano den Violinisten César Thomson und die Sopranistin Luisa Tetrazzini. Als Dirigent machte er mit verschiedenen Orchestern zahlreiche Rundfunkaufnahmen für RSI (Radio della Svizzera italiana) und für das Studio Turin der RAI (Radiotelevisione Italiana).
Von 1940 bis 1954 dirigierte er die Musica cittadina (Stadtmusik) in Locarno sowie von 1943 bis 1946 die Musica cittadina in Chiasso.
Sein Œuvre umfasst Orchesterwerke, Blasorchesterwerke, Bühnenwerke, Messen, geistliche Werke und Kammermusik.

## Werke

### Werke für Orchester
- 1899 Souvenir de Genève per val. e orchestra
- 1900 Ouverture in stile classico
- 1927 Caccia proibita, fantasia
- 1928 Chiaccherio del Genzana
- 1928 Se non fosse amor… Serenata für Violine, Violoncello und Orchester[1]
- 1932 Preludio sinfonico
- 1932 Ostinazione
- 1933 Patria
- 1936 Ticino, marcia[2]
- 1938 Walzer
- 1946 Alla zigana, Czardas per violino e orchestra
- 1954 Bolero per clarinetto e orchestra
- 1956 Ouverture in do min.
- 1959 Polacca per clarinetto e orchestra
- 1970 Contrappunto su un tema melodico
- Ouverture «Bei tempi»
- Ouverture romantica
- Ouverture solenne
- Ouverture «un po’ dell’ottocento»
- Confoederatio Helvetica, Prolog
- Suite in tre pezzi
- Scènes champêtres, Suite
- Au bord du lac, Intermezzo
- En badinant, Intermezzo
- Pastorale
- Entracte
- Fantasia descrittiva
- Preludio e Gavotta
- Variazioni d’un tema populare
- Bal d’enfants, langsamer Walzer
- Bébé qui danse
- Tempo di pastorale
- Helvetia
- Capriccio
- Eco della Piumogna serenata
- Lontani ricordi
- Gran valzer brillante
- Gavotta
- Jubilate e Eureka, marce
- Scene villerecce in 4 tempi
- Che il tuo spirito aleggi su di noi in memoria di Achille Frigerio
- Elegia in memoria del Mo. De Divitiis Mus. per strum. e orch
- Andante per clarinetto e orchestra
- Fuga per oboe, clarinetto, fagott, corno e archi
- Fuga Tonale per quartetto di fiati, timpani e archi
- Fuga reale per quartetto di fiati e archi
- Andante cantabile per violino e orchestra
- Sboccia l’amor, romanza per violino e orchestra
- Andantino e polacca per flauto e orchestra
- Melodia per oboe e orchestra
- Larghetto cantabile per 2 fagotti e orchestra
- La caccia, bozzetto per 2 corni e orchestra
- Larghetto per flauto, clarinetto e archi
- Bal d’enfants (in sordina), valse lente per archi, flauto e oboe
- Tristesse romanza per violino e orchestra

### Werke für Blasorchester
- 1899 Vittoria polka
- 1910 Principe del Piemonte, marcia
- 1910 Marcia
- 1913 Sognando vittoria
- 1915 Battaglione Carabinieri 5, marcia militare
- 1916 Tempo di gavotta
- 1919 Grand’Ouverture… in miniatura
- 1920 Siamo studenti
- 1921 Tiano-Tango
- 1928 Chiaccherio del Genzana
- 1931 Preludio sinfonico
- 1932 Ostinato
- 1932 Ostinazione, bozzetto
- 1933 Patria-Hymnus
- 1936 Echi del Ticino, marcia
- 1938 Grosse Ouverture… in, miniatur (Alten Styl)
- 1941 Giornata del costume, fantasia
- 1952 Inno al Ticino
- 1956 Ouverture in do min.
- 1960 Beati tempi, ouverture
- Eco della Piumogna, serenata
- Ouverture romantica
- Ouverture solenne
- Ouverture «Bei tempi»
- Società federale di musica
- Bébé qui danse
- Bolero per clarinetto e banda
- Idilio sul mare, serenata
- Polka da concerto per tromba e banda
- I buoni camerati per 2 trombe e banda
- Graziella, gavotta
- Grüsse der romanischen Sprache
- Vincenzo Ferroni, marcia
- Amor che vince, fantasia descrittiva
- Nozze d’oro, marcia
- Polka da concerto per cornetta e banda
- A Trento e Trieste, marcia
- Ticino-Berna, marcia
- Un po’ dell’ottocento, ouverture
- Marcia per banda con coro ad libitum
- Confoederatio Helvetica, ouverture
- Der Ursprung, Ouvertüre
- Ouverture 1909–1959
- Lontani ricordi
- Pensiero elegiaco
- Invocazione
- Heinwer-Fantasia
- Jubilate
- Vaterland-Marsch
- Das schöne Basel, Marsch
- Goldregen-Marsch
- Helvetia
- I buoni camerati, Gavotta
- Polka
- Omaggio
- Mazurka

### Bühnenwerke
- 1918 Caccia proibita. Operette in 3 Akten. Libretto: Ferdinando Fontana
- 1919 Don Cecè. Commedia (Komische Oper) in 3 Akten. Libretto: Ferdinando Fontana
- 1920 La Pagliacciata. Scherzo comico in einem Akt. Libretto: E. Molteni
- 1935 Il cantico del Ticino. Poema coreografico. Libretto: Armando Bossi
- 1939 Confoederatio Helvetica. Poema coreografico. Libretto: Text: Armando Bossi

### Messen und geistliche Musik
- 1899 Messa di Gloria
- 1904 Ave Maria per Soprano-Solo e pianoforte o orchestra
- 1914 Ave Maria a due vocali
- 1914 18 Mottetti
- 1915 Messa a due vocali e organo o orchestra
- Salve Regina, mottetto a quattro vocali
- Kyrie a 4 vocali
- Sanctus a 4 vocali
- Agnus Dei a 4 vocali
- Ave Regina a 4 vocali
- Ave Maria a 4 vocali
- Requiem a 3 vocali pari
- Ave Maria a 3 vocali pari
- Ecce sacerdos Magnum per Tenoro, Basso e organo
- Requiem per Soprano-solo e organo
- Luce eterna per vocali e organo
- Gesù sommo a 4 vocali
- Padre Nostro a 3 vocali